# Amalia Dutra
Amalia Dutra   (Tarariras, 1958) és una biòloga genetista uruguaiana coneguda per ser integrant de l'equip que va elaborar el mapa del genoma humà.

## Carrera professional
Dutra es va llicenciar en oceanografia biològica a la Facultat de Ciències de la Universitat de la República el 1983. Després es va dedicar a la investigació a l'Institut d'Investigacions Biològiques Clemente Estable. Va donar classes de genètica a la Facultat de Medicina, a la Facultat de Psicologia i a la Facultat d'Agronomia de la Universitat de la República. El 1988 va emigrar als Estats Units d'Amèrica. Va treballar a la Universitat de Pennsylvania a Filadèlfia investigant la genètica de les malalties immunològiques.
Va investigar sobre citogenètica humana a la Universitat de Califòrnia a Los Angeles. Va investigar en el Roswell Park Cancer Institute de Buffalo.
El 1993 va començar a investigar al National Human Genome Institute de Washington.
És directora de laboratori Central de Citogenètica i Microscopia Confocal (Cytogenetic and Confocal Microscopy Core) de l'NHGRI (Institut Nacional d'Investigacions del Genoma Humà).
El 2004 va ser declarada Veïna Il·lustre de Colonia.